# ザンビヤ (イシン王)
ザンビヤ（dza-am-bi-ia、Zambīia）は、古代メソポタミアの都市国家・イシン第1王朝の王。
在位期間は低年代説によると紀元前1774年から紀元前1772年、中年代説によると紀元前1836年から紀元前1832年。

## 略歴
シュメール王名表によると、ザンビヤは3年間統治した。ザンビヤはラルサのシン・イキシャムと同時代の王であり、シン・イキシャムの5年目と最後の年名はザンビヤに勝利したことを表している。「エラム（とイシンの王）の軍隊が武器を持って敗北した年」とあり、イシンとエラムの間でラルサに対する連合があったことを示唆している。ニップルの都市は、都市国家間で激しく争われた。もしザンビヤがこの戦いで生き残っていたならば、彼はシン・イキシャムの後継者、シリ・アダドとワラド・シンと同時代になっていた可能性がある。
ザンビヤについては、円錐形の断片に一枚の碑文があり、それには次のように書かれている。
ザンビヤ、ニップルを崇拝する羊飼い、エキュールのために背の高い亜麻と穀物を持ってくる農夫、Egalmaḫの中庭を豊かなもので満たす真の提供者、イシンの王、シュメールとアッカドの土地の王、女神イナンナによって選ばれた配偶者、神エンリルと女神ニンティヌガーの最愛の人、イシンの偉大な壁を築いた。その壁の名は「ザンビヤは女神イナンナの最愛の人である」—Zambīia、Commemorative inscription for great wall of Isin
ザンビヤに代わって女神ナンシェに捧げられた奉納品は、青銅製の雄牛に刻まれた碑文から写されたものである。